# Prezsest
Prezsest, Prezest románul: Prăjeşti, község és községközpont Romániában, Moldvában, Bákó megyében.

## Fekvése
Bákótól északkeletre, Traján északnyugati szomszédjában fekvő település.

## Története
Prezsest községközpont, a 2011 évi népszámlálás adatai szerint 1869 lakosa volt.